# Marcel Olm i Plana
Marcel Olm i Plana (Mataró, 12 de febrer de 1932 — Mataró, 6 d'octubre de 2023) fou un compositor i pianista català. Va estudiar piano amb Maria Canela al Conservatori de Música del Liceu, i harmonia i composició de manera autodidàctica amb consell de Cristòfor Taltabull.
Com a pianista va formar duo amb la soprano Pilar Adán, amb la qual va actuar ininterrompudament des de 1967 arreu d'Europa en recitals de repertori clàssic, destacant entre els més significatius els celebrats a Teatro de la Juventud (Ginebra), Castillo de Blümplitz (Berna), Biblioteca Española (París), Círculo Catalán (Madrid), Casa de Madrid (Barcelona), Sala sa Nostra (Maó), etc. A més, també van dur a terme enregistraments per a Ràdio Nacional d'Espanya i per a Catalunya Música.
Va ser membre de l'Associació Catalana de Compositors.

## Obra
El seu catàleg, amb més d'un centenar de creacions, inclou obres per a piano, veu i piano, violoncel, flauta, clarinet, guitarra i peces per a cor a quatre veus. Les seves obres per a piano han estat presentades per intèrprets de la talla d'Àngels Presutto, Montserrat Massagué, Josefina Gómez Toldrà i Naomi Kimura en diversos països europeus i del continent americà.
Dins del conjunt de la seva obra, que inclou més d'un centenar de peces, cal esmentar: Capricho sobre un tema español, per a piano (1953), Danza breve, per a piano (1960), Elegia, per a violoncel i piano (1990), Sonatina, per a piano (1990), Imatges (1991) per a piano, i Cántico Espiritual, per a veu i piano (1981). La seva música destaca per l'elegància i la sobrietat i pel caràcter intimista i harmoniós.
Altres obres que va compondre: Mazurca y canción de cuna, per a piano (1952); Tres preludis subtils, per a piano (2007); Five Sketches, per a piano (2009); Balada, per a piano (2010); Paisatge, per a clarinet i piano (2010); Spanish Rhythm, per a piano (2011); Kaleidoskop, per a clarinet i piano (2012); etc.
El seu fons documental es conserva a l'Arxiu Comarcal del Maresme.